# Mónica Vélez
Mónica Vélez es una compositora mexicana, radicada en Ciudad de México. Ha sido grabada por artistas como Yuridia, Camila, Gloria Trevi, Alan, Paulina Rubio, Reik, OV7, Alicia Villarreal, Timbiriche, Ha*Ash, Víctor García, Edith Márquez y Malú. Además es coautora de canciones como La vida después de ti, canción compuesta por ella y Edén Muñoz (Vocalista de Calibre 50) Peligro y Creo en ti en coutoría de Ettore Grenci, Jesús Navarro y Julio Ramírez interpretada por Reik, obteniendo el primer lugar en las listas y gran popularidad en México. Vélez fue ganadora del Latin Grammy 2010 con el tema Mientes de Camila, compuesto en coautoría con Mario Domm y compitiendo en la categoría «Canción del año».

## Carrera artística
Mónica Vélez ha sido ganadora en los premios Televisa Music Awards 2012 junto con sus coautores compitiendo por «Canción del año» con el tema Creo en ti interpretada por el grupo Reik, junto con los coautores Julio Ramírez y Bibi Marín, guitarristas de Reik.
También han grabado temas suyos Emmanuel, Alann, Dulce María, Anahí, el grupo Gee y Gloria Trevi. Ha preparado temas con el salsero Luis Enrique, Luis Fonsi o Tiziano Ferro, entre otros.
Catálogo de temas grabados:
| - «A ciegas» - Reik - «Mar De Piedra» - Santi Casas - «A contracielo» - Jaime Camil - «A escondidas» - Yuri - «Adicto al dolor» - Camila - «A mil kilómetros» - Jeans - «Adicto a ti» - Reik - «Alérgico» - Anahí - «Ammore» - Jeans - «Amor anónimo» - Xerónimo - «Atrevete» - OV7 - «Bésame» - Camila - «Bipolar» - Gloria Trevi - «Bye Bye» - Jeans - «Causa y efecto» - Paulina Rubio - «Como la marea» - Yuridia - «Creo en ti» - Reik - «Cuando gane la distancia» - Alejandro Fernández - «Decidiste dejarme» - Camila - «Déjame ir» - Jaime Camil - «Dejarte de amar» - Camila - «Del cielo al infierno»- Betty - «Desbaratándome» - OV7 - «Despiértame»- Gloria Trevi - «El sexo débil» - Jaime Camil - «En mala» - Jeans - «Escaleras de arena» - Paulina Rubio - «Espera» - Marc Anthony - «Este momento» - Camila | - «Extraña en la ciudad» - Ha*Ash - «Extranjera» - Dulce María - «Fuera de servicio» - Emilio Arias - «Ganaré por knock out» - Bárbara Muñoz - «Imposible» - Víctor García - «Ingenua» - Dulce María - «Inmune» - Edith Márquez - «Intoxicado» - La Nueva Banda Timbiriche - «Invencible» - Yuri - «Invisible» - Gee - «Irremediable» - Yuridia - «Irreversible» - Reik - «Jam» - OV7 - «Lágrimas» - Camila - «La vida después de ti» Calibre 50 - «Llevo la cuenta» - Alicia Villarreal - «Loca de amor» - Jeans - «Luna» - Betty - «Maya» - Camila - «Me enseñaste a odiar - Camila - «Me olvidarás» - Yuridia - «Me vuelves loca» - Betty - «Mi tormenta favorita» - Reik - «Mientes» - Camila - «Nada» - Reik - «No me preguntes más» - Yuridia | - «No voy a esperar» - Alejandra Guzmán - «Para siempre triste» - Gloria Trevi & Mónica Naranjo - «Peligro» - Reik - «Perdón» - Camila - «Piel de ciudad» - Reik - «Por ella soy Eva» - Jaime Camil - «Quédate» - Camila - «Que quede claro» - OV7 - «Realidad virtual» - Xerónimo - «Restos de abril» - Camila - «Rota» - Pandora - «Shabadabada» - OV7 - «Si dices que sí» - Xeronimo - «Sin miedo de caer» - Yuridia - «Sobrenatural» - Yuridia - «Te recordaré» - Jeans - «Tú» - Camila - «Tú y yo» - Jeans - «Twist» - Jeans - «Vuelve a mi lado» - Luis Fonsi |